# 在宅療養支援病院
在宅療養支援病院（ざいたくりょうようしえんびょういん）とは、患者が住み慣れた地域で安心して療養生活を送れるよう、患家の求めに応じ24時間往診が可能な体制を確保し、又は訪問看護ステーションとの連携により24時間訪問看護の提供が可能な体制を確保することで、緊急時に在宅で療養を行なっている患者が直ちに入院できるなど、必要に応じた医療・看護を提供できる病院のこと。

## 在宅療養支援病院として登録できる要件
（この節の出典）
1. 当該医療機関において、24時間連絡を受ける医師または看護職員を配置し、その連絡先を文書で患家に提供していること。
2. 当該医療機関において、他の保険医療機関の保険医との連携により、患家の求めに応じて24時間往診可能な体制を確保し、往診担当医の氏名、担当日等を文書で患家に提供していること。
3. 当該医療機関において、訪問看護ステーション等の看護職員との連携により、患家の求めに応じて、医師の指示に基づき、24時間訪問看護の提供が可能な体制を確保し、訪問看護の担当看護職員の氏名、担当日等を文書で患家に提供していること。
4. 当該医療機関において、又は他の保健医療機関との連携により、他の保健医療機関内において、在宅療養患者の緊急入院を受け入れる体制を確保していること。
5. 医療サービスと介護サービスとの連携を担当する介護支援専門員（ケアマネージャー）等と連携していること。

## 在宅療養支援病院の施設基準
（この節の出典）
- 24時間連絡受付体制
- 24時間往診体制
- 24時間訪問看護体制
- 緊急入院受入体制
- 連絡先への情報提供体制
- 診療記録管理体制
- 他の保健医療福祉サービスとの連携体制
- 在宅看取り数等の報告体制